# دير عمر (الحديدة)
دير عمر هي إحدى قرى مديرية الزيدية، التابعة لمحافظة الحديدة اليمنية، بلغ تعداد سكانها 1003 نسمة حسب الإحصاء الذي أجري عام 2004.